# Kepplerites
Kepplerites es una amonita moderadamente evoluta del Calloviano inferior (Jurásico Medio superior) incluida en Stephanoceratoidea.
Los verticilos interiores están finamente acanalados y tienen un venter aplanado o ranurado, el verticilo exterior tiene un venter redondeado con nervaduras lisas que se cruzan de lado a lado sin interrupción.
Kepplerites se asigna a Kosmoceratidae y a la subfamilia Keppleritinae. Gulielmina y Seymourites son géneros estrechamente relacionados, a veces considerados como subgéneros de Kepplerites.
Kepplerites fue nombrado por Neumayr y Uhlig en 1892. La especie tipo, K. keppleri, es de Alemania. Este género también se ha encontrado en Alaska, Columbia Británica, Madagascar y Rusia.

## Importancia bioestratigráfica
La Comisión Internacional de Estratigrafía (ICS) ha asignado el dato de primera aparición del género Kepplerites como el marcador biológico definitorio para el inicio de la etapa calloviana del Jurásico, hace 166,1 ± 1,2 millones de años.